# آل‌سهلان
آل‌سهلان یک منطقهٔ مسکونی در عراق است که در شهرستان حله واقع شده‌است. آل‌سهلان ۲۲ متر بالاتر از سطح دریا واقع شده‌است.